# 오랜 친구
《오랜 친구》(영어: Longtime Companion)는 미국에서 제작된 노먼 러네이 감독의 1989년 로맨틱 드라마 영화이다. 캠벨 스콧 등이 출연하였다.
브루스 데이비슨은 이 영화를 통해 1991년 제48회 골든 글로브상 영화 부문 남우 조연상을 수상하고 제63회 아카데미상 남우 조연상 후보에 올랐다.

## 출연진
- 캠벨 스콧
- 패트릭 캐시디
- 존 도싯
- 메리루이즈 파커
- 스티븐 캐프리
- 웰커 화이트
- 브루스 데이비슨
- 더멋 멀로니
- 마이클 셰플링
- 댄 버틀러
- 로버트 조이
- 토니 셜루브
- 멀로라 크레이거
- 타니아 베러진

## 기타 제작진
- 배역: 내털리 하트
- 미술: 앤드루 잭니스
- 의상: 워커 히클린